# Festivalul Internațional de Film Fantastic de la Avoriaz din 1976
Festivalul Internațional de Film Fantastic de la Avoriaz din 1976 (în franceză Festival international du film fantastique d'Avoriaz 1976) a fost a patra ediție a Festivalului Internațional de Film Fantastic de la Avoriaz. A avut loc în Alpii francezi (în stațiunea Avoriaz) în ianuarie 1976.
Marele premiu (Grand prix) al festivalului nu a fost acordat în acest an.

## Juriu
- Michelangelo Antonioni (președinte)
- Serghei Bondarciuk
- Leslie Caron
- Patrice Chéreau
- Peter Fleischmann
- Eugène Ionesco
- Marcel Jullian
- Félix Labisse
- Robert Sabatier
- Jean Seberg
- Jacques Tati
- Agnès Varda
- Iannis Xenakis

## Selecție

### În competiție
- Course contre l'enfer (Race with the Devil) de Jack Starrett ( Statele Unite ale Americii)[2][3]
- Les Décimales du futur (Programul final) de Robert Fuest ( Regatul Unit)[4][5]
- En 2000, il conviendra de bien faire l'amour (Conviene far bene l'amore) de Pasquale Festa Campanile ( Italia)[6][7]
- Frissons (Shivers) de David Cronenberg ( Canada)
- Massacre à la tronçonneuse (Masacrul din Texas) de Tobe Hooper ( Statele Unite ale Americii)
- The Premonition de Robert Allen Schnitzer ( Statele Unite ale Americii)[8][9]
- La Tour des monstres (Homebodies) de Larry Yust ( Statele Unite ale Americii)[10][11]
- L'Ultime Garçonnière (Garsoniera) de Richard Lester ( Regatul Unit)[12][13]
- Un coin tranquille (A Safe Place) de Henry Jaglom ( Statele Unite ale Americii)[14][15]
- Vampira de Clive Donner ( Regatul Unit)[16]
- Vampyres de José Ramón Larraz ( Regatul Unit)[17][18]

### În afara competiției
- The Rocky Horror Picture Show de Jim Sharman ( Regatul Unit /  Statele Unite ale Americii)
- Sœurs de sang (Sisters) de Brian De Palma ( Statele Unite ale Americii)

## Premii
- Marele premiu (Grand prix): nu s-a acordat
- Premiul special al juriului: Les Décimales du futur (The Final Programme) de Robert Fuest și L'Ultime Garçonnière (The Bed Sitting Room) de Richard Lester
- Premiul criticii Massacre à la tronçonneuse (The Texas Chain Saw Massacre) de Tobe Hooper